# حمام قدیمی درمیان
حمام قدیمی درمیان مربوط به دوره افشار - دوره قاجار است و در بیرجند، کناررودخانه، مقابل مسجد جامع واقع شده و این اثر در تاریخ ۱۲ تیر ۱۳۸۴ با شمارهٔ ثبت ۱۲۰۸۸ به‌عنوان یکی از آثار ملی ایران به ثبت رسیده است.